# Leszek Nadstawny
Leszek Nadstawny, właśc. Leonard Nadstawny (ur. 10 marca 1941 w Cyganówce, zm. 5 września 2024 roku w Warszawie) – polski artysta plastyk, odznaczony przez Ministerstwo Kultury medalem "Zasłużony dla Kultury Polskiej". 
Pracował kolejno w kilku szkołach podstawowych i liceach w Pruszkowie i Ursusie. W 1976 roku uzyskał dyplom magistra na Wydziale Sztuk Pięknych Uniwersytetu Mikołaja Kopernika w Toruniu w pracowni prof. Stanisława Borysowskiego.
Brał udział w licznych wystawach indywidualnych i zbiorowych, m.in. w Warszawie, Katowicach, Lublinie, Sokołowie, Płocku, Gnieźnie, Kamieniu Pomorskim, Szczecinie.
Aktywnie uczestniczył w plenerach malarskich i działaniach plastycznych, m.in. projekt i realizacja mozaik i polichromii w Lublinie na Osiedlu Hansena podczas Lubelskich Spotkań Plastycznych (wysoka ocena jury w 1977 roku).
Jego życie zawodowe i twórcze jest związane przede wszystkim z Pruszkowem oraz warszawską Dzielnicą Ursus. 
Wśród najbardziej znanych prac można wymienić pomnik "Czerwiec 76" znajdujący się w Warszawie, w Dzielnicy Ursus, renowację zabytkowej kapliczki przy ul. Dzieci Warszawy (dzielnica Ursus), aranżację wnętrza dolnego kościoła w Sanktuarium M.B. Fatimskiej w Ursusie, a także renowacja Pałacyku króla St. Poniatowskiego przy ul. Żelaznej w Warszawie. 
W latach 1980–1981 stworzył wiele projektów dla „Solidarności” – plakaty, ulotki, a także plakat „Czerwiec 1979” (obecnie w zbiorach Europejskiego Centrum Solidarności w Gdańsku).